# Paus Adrianus VI
Adrianus VI, ook wel Adriaan VI en in het Latijn Hadrianus VI (Utrecht, 2 maart 1459 – Rome, 14 september 1523), geboren als Adriaan Floriszoon Boeyens, was paus van 9 januari 1522 tot zijn dood. Hij was de laatste niet-Italiaanse paus tot de verkiezing van de Pool Karol Józef Wojtyla in 1978 en geldt als de enige Nederlandse paus in de geschiedenis. Omdat de Nederlanden bij het Heilig Roomse Rijk hoorden, werd hij ook als een Duitse paus beschouwd.

## Jeugd en familie 1459–1476

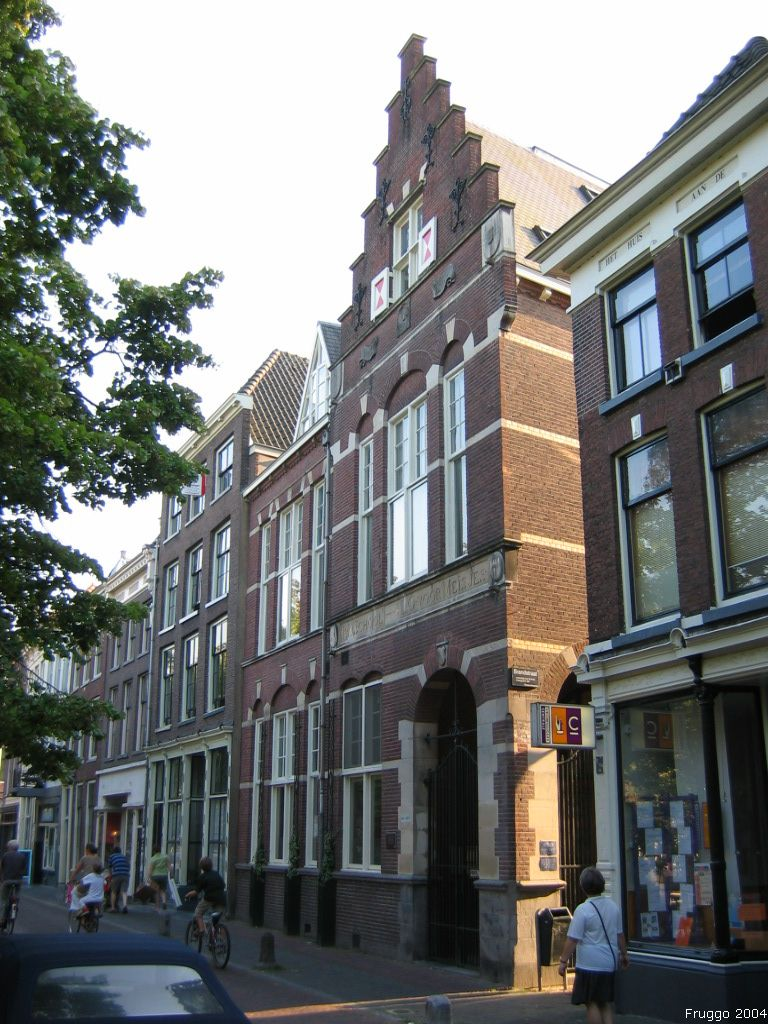
De plek van het geboortehuis van paus Adrianus VI, hoek Brandstraat-Oudegracht te Utrecht

Adriaan Floriszoon Boeyens werd geboren in de Brandstraat te Utrecht als zoon van de scheepstimmerman Floris (of Florens) en Geertruid Boeyens. Zijn vader overleed toen Adriaan tien was. Een broer van Floris, Cornelis, steunde het gezin financieel. Adriaan had nog twee oudere broers, Klaas en Jan, die respectievelijk in 1491 en 1497 stierven. Daarna was Adriaan samen met zijn oom verantwoordelijk voor de zorg voor zijn moeder. Adrianus ontving zijn eerste onderwijs aan een van de negen Latijnse scholen die verbonden waren aan de verschillende kerken te Utrecht. Hij bleek leergierig en intelligent te zijn en ging in Zwolle naar de Latijnse school. Hij kreeg les van de Broeders van het Gemene Leven en kwam zo in contact met de Moderne Devotie. Lange tijd werd aangenomen dat hij les had gekregen aan de Latijnse School in Deventer, waar zijn portret in 1992 zelfs op de gevel is aangebracht. Of hij hier echt onderwijs heeft genoten wordt echter sinds 2010 in twijfel getrokken.
De naam van Adriaans grootvader van vaderskant was Boudewijn (ook wel Boeyen) Jansz. (Janszoon). Deze wordt vaak Boudewijn d'Edel of Dedel genoemd in een poging de afstamming van de Nederlandse paus terug te voeren op het adellijke en voorname geslacht Dedel. Het pauselijke wapen van Adriaan had enkele gelijkenissen met dat van de familie Dedel. De geslachtsnaam Boeyens is een patroniem afkomstig van voornoemde Boudewijn. Deze was gehuwd met Gouberga en had vier zoons: Cornelis, Floris, Jan en Antoon. Antoon had een zoon Jan. Als vader van Boudewijn noemt Caspar Burman Jan Dedel. Een grafische versie:
- Jan Dedel
  - Boudewijn (Boeyen) Jansz., gehuwd met Gouberga
    - Cornelis Boeyens, gehuwd met Maria
    - Floris Boeyens (?-1469), gehuwd met Geertruid
      - Klaas (Claes) Florisz. Boeyens (?-1491), gehuwd met Agatha
      - Jan Florisz. Boeyens
      - Adriaan Florisz. Boeyens (1459-1523)

    - Jan Boeyens (?-1497), gehuwd met Margareta
    - Antoon Boeyens
      - Jan Antonz. Boeyens

## Loopbaan 1476–1522

### 1476–1491 Student en doctor
In 1476 ging Boeyens studeren aan de Universiteit van Leuven. De toenmalige rector Robert vanden Poele (in Latijn: de Lacu) schreef de 18-jarige student op de rol op 1 juni 1476. Zijn studie werd betaald door Jan van Marselaer uit Malderen, die dit zo in zijn testament had bepaald. Hij studeerde twee jaar lang aan de Artesfaculteit (Pedagogie Het Varken) en werd eerste van zijn jaar (1478). De kersverse magister artium wisselde van studierichting en studeerde theologie, maar doceerde tegelijk de Vrije Kunsten (=filosofie, dialectica en ethiek). Erasmus was een van zijn leerlingen. In 1489 werd hij benoemd tot hoogleraar aan de Artesfaculteit. Het daaropvolgende jaar behaalde hij zijn licentiaat in de theologie, gevolgd door zijn doctoraat in 1491. Zoals gebruikelijk toen schonk de stad Leuven een geschenk omwille van zijn doctoraat: meerdere vaten wijn uit het Rijnland.

### 1490-1515 Hoogleraar, vicekanselier, rector alsook kanunnik en deken
De kerkelijke loopbaan van Adrianus begon met zijn priesterwijding op 30 juni 1490. Hij was er verbonden aan het Groot Begijnhof en zetelde in het kapittel van de Sint-Pieterskerk in Leuven. Daarbovenop werd hij van 1492 tot 1507 pastoor extra locum, dat wil zeggen: zonder er te wonen, van Goedereede en Ouddorp op Westvoorn. Hij was eveneens als kanunnik verbonden met het kapittel van de Onze-Lieve-Vrouwekerk in Antwerpen, deze van Anderlecht en van Utrecht. In 1497 werd hij deken van de Leuvense Sint-Pieterskerk en daardoor ook vicekanselier van de universiteit. Door de frequente afwezigheid van de kanselier was dit een zeer belangrijke functie.
Als hoogleraar publiceerde hij twee theologische werken: de Quaestiones Sententiarum en de Quaestiones Quodlibeticae. Deze werken werden herdrukt aan de Universiteit van Parijs en leidden naar contacten met de toenmalige paus Julius II over theologische vraagstukken. Adrianus was de "ongekroonde koning der Leuvense theologen" van die tijd.
Voorts was hij er ook tweemaal rector (in respectievelijk 1493 en 1500-1501). In 1515 verliet hij de Universiteit van Leuven (zie hieronder).

### Leermeester van Karel V 1507
Door zijn stichtelijke en vrome levensstijl maakte hij naam. Deze eigenschap zorgde ervoor dat keizer Maximiliaan I hem in 1507 benoemde tot opvoeder en een van de leermeesters van zijn toen 7-jarige kleinzoon prins Karel, de latere keizer Karel V, tevens kleinzoon van Ferdinand II van Aragon, die een jaar eerder vorst van de meeste Nederlandse gewesten was geworden. Karel verbleef op het hertogelijk kasteel van de Keizersberg in Leuven bij zijn tante Margaretha van Oostenrijk, samen met zijn jonge broer Ferdinand. Adrianus gaf er onderricht aan de jonge Karel. Later zou de vriendschap die toen met Karel ontstond een obstakel blijken voor de verzoening van de Franse koning Frans I van Frankrijk met Karel.

### 1515 Toezicht op de handel in dijkaflaten
In de nazomer van 1515 werd Boeyens door paus Leo X aangesteld tot pauselijk commissaris (toezichthouder) op de handel in dijkaflaten, een innovatie van de jonge landsheer Karel V. Onder zijn supervisie werden kerken aangewezen, waar gelovigen de aflaten konden verkrijgen. Ook moest hij erop toezien, dat er geen misbruik van de handel in aflaten werd gemaakt en dat de ingezamelde gelden hun uiteindelijke doel zouden bereiken: 1/3 deel was voor het Vaticaan ten behoeve van de bouw van de Sint-Pietersbasiliek, 2/3 deel ging naar de schatkist van Karel V met als beoogde bestemming de verbetering van de dijken.

### 1515 Diplomatieke missie naar Spanje
In 1512 had de katholieke koning Ferdinand II van Aragón, na de dood van Isabella I van Castilië, een testament laten maken waarin hij zijn naamgenoot Ferdinand, de broer van Karel, benoemd had tot regent en opvolger. Voor Karel stond er veel op het spel: het verlies van de Spaanse landen, de Beide Siciliën en Amerika.
Karel vroeg Adrianus of hij wilde proberen het testament te laten veranderen en Karel erfgenaam te maken. In 1515 vertrok Adrianus naar Spanje, waar hij met argwaan werd ontvangen door Ferdinand van Aragón. Hoe de onderhandelingen liepen is niet duidelijk. Enkele bronnen beweren dat Adrianus beroemd was om zijn onderhandelingskunst. Hij zou ook nu goed werk geleverd hebben. Andere bronnen beweren het tegenovergestelde. Velen waren volgens hen namelijk teleurgesteld in de resultaten die behaald waren en ze beschuldigden hem daarom van onhandigheid en onbekwaamheid. Dit was echter wel zijn eerste diplomatieke ervaring.

### Bisschop van Tortosa 1516, regeringsleider en kardinaal 1517

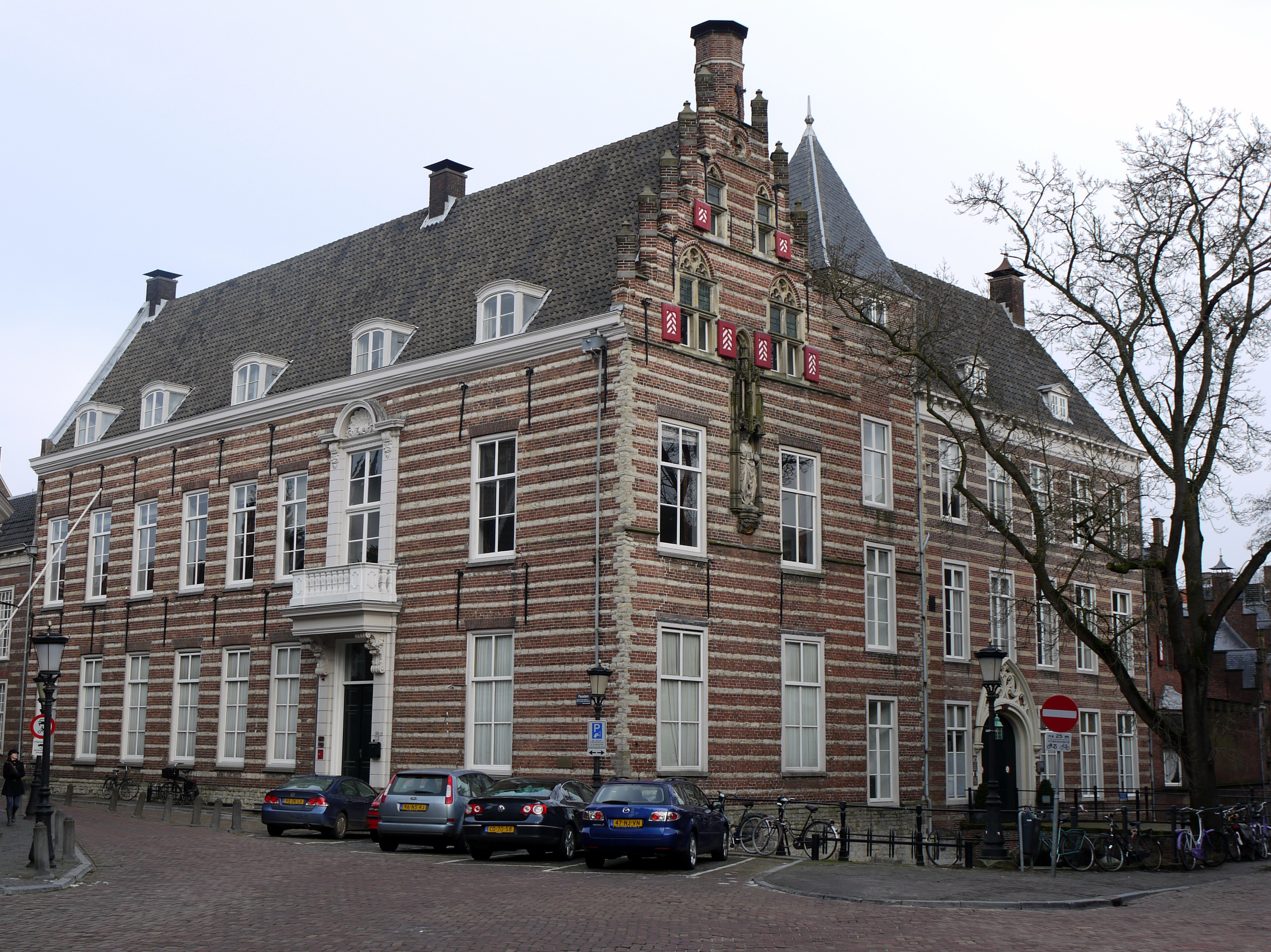
Paushuize te Utrecht gezien vanaf de Nieuwegracht

Hoe het ook zij, het uiteindelijk behaalde resultaat moet Karel zeer tevreden hebben gestemd. Karel bleek bij de dood van Ferdinand van Aragón benoemd te zijn tot erfgenaam. Als dank voor zijn hulp bij de onderhandelingen, werd Adrianus benoemd tot gezant bij de kroon van Castilië. In 1516 werd hij bisschop van Tortosa. Mede op aandringen van zijn vroegere pupil Karel, die in 1516 koning Karel I van Spanje was geworden, creëerde paus Leo X hem op 1 juli 1517 tot kardinaal. Sindsdien leidde Boeyens de regering, samen met kardinaal Francisco Jiménez de Cisneros, en na diens dood in 1517 en het vertrek van Karel uit Spanje, alleen. Karel werd in 1519 namelijk tot keizer Karel V gekroond. Vanaf 1517 liet Boeyens in Utrecht een huis bouwen, het huidige Paushuize, waar hij nooit zou wonen.

### Grootinquisiteur 1518
Op 4 maart 1518 werd Adrianus aangesteld tot grootinquisiteur van Castilië en Leon. Eerder waren Aragon, Valencia en Navarra al onder zijn toezicht gesteld. Veelal wordt hij niet als een wrede inquisiteur beschouwd. Enkele jaren later zou hij op aandrang van onder anderen Diego Velázquez het gewelddadige optreden van Hernán Cortés tegen de Azteken bestrijden.

### Regent van Spanje 1520
Koning Karel I van Spanje werd op 23 oktober 1520 te Aken tot keizer Karel V van het Heilige Roomse Rijk benoemd. Voor Adrianus had dit twee belangrijke gevolgen. Ten eerste werd hij bij het vertrek van Karel V naar Aken als regent van Spanje benoemd. Dit beschouwde hij meer als een last dan als een gunst. Alleen uit loyaliteit tegenover Karel V accepteerde hij deze functie. Het tweede gevolg was dat hij nu eenzaam achterbleef in het voor hem vreemde Spanje. Hij wilde zich het liefst aan de woelige politiek onttrekken en terugkeren naar Leuven. Daarom schreef hij herhaaldelijk naar Karel V dat hij hem graag zou willen vergezellen op de reis naar Duitsland. Karel V verzocht hem echter te blijven.
Na het vertrek van Karel V uit Spanje faalde hij als regent in een groot aantal zaken. De politieke mislukkingen die hij onder ogen moest zien, waren vaak niet te wijten aan Adrianus. Toch zou hij er later in de geschiedenisboeken altijd mee in verband worden gebracht. Zo bemerkte hij dat de Spanjaarden hem bleven beschouwen als een vreemdeling. Ze wensten een Spanjaard als regent. De Spaanse steden sloten zich aaneen in de "Santa Junta" (="Heilig Verbond"). Ze weigerden de regent te erkennen. De opstand van de steden – Opstand van de comunidades – gesteund door de adel, brak twee maanden na het vertrek van Karel V uit. De 61-jarige Adrianus, die zich, zoals gezegd, het liefst buiten de politiek hield, stond voor een aantal moeilijke beslissingen. De belangrijkste was of hij met geweld zou moeten ingrijpen.
Nadat hij er niet in was geslaagd de opstand neer te slaan, vroeg hij zijn ontslag schriftelijk aan bij Karel V. Adrianus herhaalde dit verzoek in enkele andere brieven. Keizer Karel V voldeed uiteindelijk aan zijn wens en benoemde op 29 september 1520 twee Spaanse mederegenten. Adrianus was in zijn korte functie als regent eerlijk, loyaal en ijverig tegenover keizer Karel V geweest. Hij had dit ambt nooit geambieerd en was altijd meer geïnteresseerd in de wetenschap dan in de politiek. Het gebrek aan politieke aspiraties en zijn gebrek aan militaire en diplomatieke leidersgaven verklaren de mislukte acties die hij als regent coördineerde. Adrianus stond echter een nog zwaarder ambt te wachten.

## Conclaaf 1521–1522

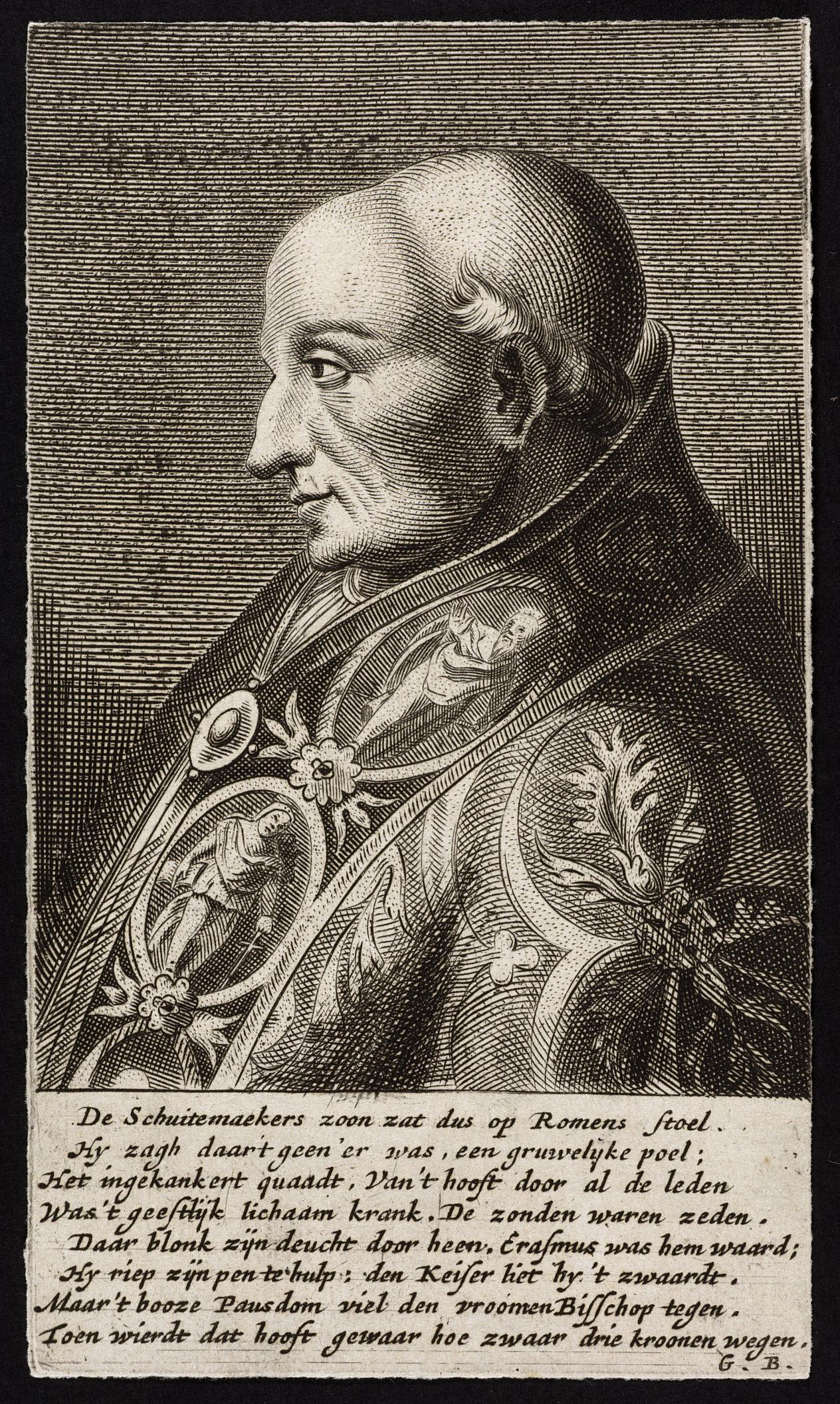
Paus Adrianus VI door Hendrik Bary (ca. 1671)

### Anarchie
De plotse en zeer onverwachte dood van paus Leo X (Giovanni de' Medici) op 1 december 1521 leidde in Italië tot een politieke en culturele omwenteling. Alles wat tot nu toe op politiek gebied opgebouwd was, werd plotseling opgegeven. Alle legers werden of op non-actief gezet of naar huis gestuurd. Dit kwam vooral doordat de pauselijke schatkist leeg was. Leo X had met zijn extravagante levensstijl al het geld uitgegeven dat ten tijde van paus Julius II nog in de schatkist aanwezig was.
De culturele omwenteling vond pas plaats na de verkiezing van Adrianus en zal dus later besproken worden.
Rome was zelf ook in beroering. Er heerste politieke anarchie. De aartsbisschop van Napels, die als gouverneur van de stad was aangesteld, slaagde er toch in tijdelijk orde en rust te brengen.

### Rivaliteit
Vier weken na de plotse dood van Leo X werd het conclaaf voor een nieuwe paus geopend. De kardinalen stonden voor een lastige beslissing. Ze moesten rekening houden met de rivaliteit tussen twee machthebbers in Europa. Dit waren de Franse koning Frans I en Karel V onder meer koning van Spanje, keizer van het Heilige Roomse Rijk en heer der Nederlanden. De kardinalen waren door deze rivaliteit verdeeld in twee kampen. Erger nog dan de politieke wanorde en de financiële situatie waren de meningsverschillen en vijandigheden van de kardinalen onderling. Deze waren een weerspiegeling van de problemen die in Italië en in de rest van Europa heersten.
Velen vreesden dat de pausverkiezing tot een schisma zou leiden. Dit zou een afscheiding van de Kerk betekenen. Tijdens het Westers Schisma (1378-1417) erkende het ene deel van Europa de paus te Rome en het andere de tegenpaus van Avignon. De leider van de keizerlijke aanhangers was Giulio de' Medici. Hij kon rekenen op de stemmen van de jonge keizersgezinde kardinalen. Leo X was trouwens ook een De' Medici. Giulio de' Medici, kardinaal en vicekanselier, was zeer vermogend en kon de apostolische kamer over de grootste moeilijkheden heen helpen. Dit werd beschouwd als een belangrijk pluspunt in geval hij gekozen zou worden.
Natuurlijk zouden de kardinalen die aan de zijde van Frans I van Frankrijk stonden de kandidatuur van de' Medici niet steunen. De Venetianen bleken echter ook de kant van Frankrijk te hebben gekozen. De grootste tegenwerking ondervond de' Medici nog van de oudere kardinalen. Zij waren allemaal zelf van plan paus te worden. Ze zeiden zelfs dat de toekomstige paus minstens 50 jaar oud zou moeten zijn. Ook zou het gevaarlijk zijn om een nieuwe paus te kiezen uit hetzelfde geslacht als dat van de overleden paus. Dit zou geïnterpreteerd kunnen worden als nepotisme. Ook degenen die tegen het beleid van Leo X waren geweest, lieten horen dat ze tegen de kandidatuur van de vicekanselier zouden stemmen. Kardinaal Domenico Grimani riep later: ”Leo X heeft de kerk aan de rand van de afgrond gebracht. Wensen jullie, dat zijn familieleden de Kerk de laatste stoot geven?”.
Een andere ambitieuze kandidaat was kardinaal Thomas Wolsey. Hij had er honderdduizend dukaten voor over om de tiara te verkrijgen. Hij resideerde in Engeland en werd gesteund door koning Hendrik VIII. Er werd veel druk op de keizer uitgeoefend om de kandidatuur van Wolsey te steunen. Karel V beloofde veel, maar vond het toch verstandiger geen ambitieuze Engelsman op de Heilige Stoel te helpen. De kardinaal sprak echter veel over de door Karel V gedane beloftes. Hij beweerde zelfs dat de keizer zijn leger zou laten oprukken tot Rome als de kardinalen zijn kandidatuur niet steunden. Zijn kandidatuur was echter nooit overwogen door de kardinalen. Karel V bleek later ook nooit serieus met de gedachte te hebben gespeeld zijn kandidatuur te steunen. Dit valt op te maken uit een brief waarin stond dat hij wel toestemming gaf de kandidaat te steunen, maar die hij veel te laat liet verzenden. Giulio de' Medici legde zich er uiteindelijk bij neer dat hij niet tot paus zou worden verkozen. Zijn tijd was nog niet rijp, zo meende hij.
De bevolking die volledig van het conclaaf afgesloten was, dacht echter dat De' Medici al gekozen was. Een officieel rapport had dit min of meer gemeld. Er stond namelijk in dat zijn verkiezing bijna zeker was: als hij toch niet gekozen was, zou de toekomstige paus in ieder geval iemand zijn die de volledige steun van De' Medici had. Er was geen andere keizerlijke kandidaat die deze steun zou krijgen, dachten ze. De toekomstige paus zou dus zeker een Italiaan zijn. Het waren echter moeilijke omstandigheden waarin het conclaaf zich bevond. Koning Frans I was bereid een miljoen écu’s bij elkaar te brengen om een paus naar zijn keuze op de troon te krijgen. Dit was begrijpelijk, want Karel V zou met een keizersgezinde paus naar alle waarschijnlijkheid in heel Europa veel meer macht krijgen. De koning van Frankrijk zou om deze reden zelfs met een schisma gedreigd hebben. Dit dreigement werd echter niet uitgevoerd.
De kardinalen en de waarnemers van het conclaaf beschikten over geweldig grote en zeer luxueus ingerichte ruimtes. En ook de beveiliging was optimaal. Toch begon de sfeer steeds gespannener te worden. De verdeeldheid was onoplosbaar en het voedsel raakte op. Een waarnemer schreef: “De verdeeldheid onder de kardinalen is groter dan ze de laatste tweehonderd jaar ooit geweest is”. Kardinaal Castiglione rapporteerde dat de onenigheid tussen de kardinalen niet groter had kunnen zijn en hij voegde eraan toe: “Moge de hemel geven, dat het resultaat beter zal zijn dan men op dit moment kan verwachten.” En een aantal dagen later: “Elke morgen wacht men op de tussenkomst van de Heilige Geest, maar deze laat het afweten.” Vele kandidaten werden plotseling als kanshebber gezien, maar ze bleken bij de stemronden telkens weer te weinig stemmen te hebben.

### Beslissing
Eindelijk zou bij de elfde stemronde een beslissing vallen. Van buiten werd een snelle beslissing geëist: de bevolking werd ongeduldiger en er heerste een grote chaos in de stad. De' Medici besefte dat de keuze snel gemaakt moest worden en stelde het volgende voor:
“Tien stemronden hebben aan het licht gebracht dat er nooit overeenstemming bereikt zal worden. Mijn kandidaten werden door de tegenpartij systematisch afgewezen en ik heb redenen te over om kandidaten van de tegenpartij af te wijzen. Laat ons het eens worden over een kardinaal die niet op het conclaaf aanwezig is, maar die een goede paus zou kunnen worden.”
Iedereen reageerde hier instemmend op. Ze vroegen hem of hij diegene zou willen noemen. “Ik denk aan de kardinaal van Tortosa, die niet alleen een zeer verdienstelijk man is, maar bovendien de reputatie geniet als een heilige te leven”, antwoordde De' Medici.
Kardinaal Thomas Cajetanus, die zich het hardnekkigst had verzet tegen alle kandidaten die De' Medici had voorgedragen, dwong de beslissing af. Hij hield een redevoering over Adrianus en bleek zeer positief tegenover de nieuwe kandidaat te staan. Plotseling steunden ook de andere kardinalen Adrianus. Hoewel velen nog nooit van deze Nederlander gehoord hadden, stemden ze in een mum van tijd voor de vrome kardinaal. Pas nadat de beslissing genomen was, begonnen ze na te denken over hun besluit: ze hadden een “barbaar” benoemd tot paus. Het Romeinse publiek reageerde woedend, verslagen en verbaasd. De naam die door de oudste kardinaal Cornaro naar beneden was geroepen, werd door vele burgers verkeerd verstaan. Anderen waren al van mening dat deze barbaar iedereen uit hun functie in de hofhouding zou ontheffen. Hij zou alleen maar Nederlanders als personeel dulden. Velen reageerden woedend na het horen van deze roddels. Al met al was de start van Adrianus in de stad waar hij zijn ambt zou bekleden slecht. Nog voordat de man een kans had gehad zich aan de hand van zijn daden te bewijzen, was hij al gehaat en werd hij reeds gezien als een barbaarse paus.

## Na de pausverkiezing 1522

Wapen van paus Adrianus VI. Bijbehorend devies: Wees geduldig en hou stand (Lat.: Patere et sustine)

### Aanvaarding
Adrianus was, nadat hij ontslagen was als regent, in Spanje gebleven. Hij moest namelijk van zichzelf zijn functie als inquisiteur te Aragon en Navarra blijven uitvoeren. Hij wijdde zich succesvol aan de hervormingen binnen de Kerk en nam een zeer aanzienlijke plaats in de regering van Spanje in: Adrianus was benoemd tot luitenant van de keizer.
Het eerste bericht van zijn verkiezing tot paus op 9 januari ontving hij op 22 januari te Vitoria (hij had het conclaaf niet bijgewoond). De Nederlander Adrianus, zoon van een timmerman, zou het hoofd van de Katholieke Kerk worden. Hij vond het zeer ongeloofwaardig. Pas toen hij de officiële documenten zag, die door de slechte weersomstandigheden een paar dagen later aankwamen, moest hij zijn twijfel laten varen. Hij reageerde heel kalm. Iedereen was het er over eens dat hij zeker niet verheugd was over dit nieuws. Ze merkten dat het bericht hem eerder bedroefd had gemaakt. De brieven die hij in die periode schreef getuigden hier van. Op 2 februari 1522 schreef hij aan Hendrik VIII dat hij de functie van paus en vooral de verantwoordelijkheid die die met zich meebracht nooit geambieerd had. Hij aanvaardde de tiara enkel en alleen uit vrees dat hij God en het christendom anders zou beledigen. Dat dit niet alleen beleefde of nederige woorden waren, maar de echte gemoedstoestand van hem weerspiegelden, bleek uit de brief die hij naar de keizer stuurde. Hij schreef dat hij niet ingenomen was met zijn verkiezing, omdat hij een leeftijd had bereikt waar hij meer naar rust snakte dan naar verpletterende verantwoordelijkheden.
Hij legde zijn functie als luitenant van de keizer neer. Hij was op dat moment nog niet wettelijk in zijn rechten als paus getreden en had nog geen beschikking gekregen over alle pontificale machten. Dit zou pas gebeuren als hij het bezoek zou ontvangen van de legaten van het college van kardinalen. Hij had echter wel al besloten zijn wettelijke naam te behouden, Adrianus. Hij wilde in deze functie namelijk niet meer zijn dan hij als burger was.

### Wanorde in Rome
De legaten van de kardinalen waren begin maart nog niet uit Rome vertrokken en Adrianus werd ongeduldig. In naam was hij al een hele tijd paus maar hij kon nog niet als zodanig optreden. Vandaar dat Adrianus besloten had op 8 maart, in het bijzijn van een groot aantal hoogwaardigheidsbekleders, plechtig bekend te maken dat hij tot paus was benoemd. Ook hier vermeldde hij dat dit ambt een voor hem veel te grote verantwoordelijkheid met zich meebracht.
In Rome werd het bestuur van de stad waargenomen door drie kardinalen, die elke maand vervangen werden door drie andere. Ze wisten absoluut niet hoe ze om moesten gaan met de anarchistische chaos. Daarbovenop kwam het feit dat de financiële bronnen waren opgedroogd. De edelstenen van de pauselijke tiara waren zelfs vervangen door namaakstenen. In Italië waren diverse oorlogjes uitgebroken en er werd overal geplunderd. Tevens brak in Rome een pestepidemie uit. Over de paus wist men in Rome nog weinig. De eerste berichten die inmiddels waren binnengekomen beloofden niet veel goeds. Hij zou een zeer streng man zijn die als basisprincipe nooit meer dan één beneficie aan een persoon zou geven. Dit viel natuurlijk niet in goede aarde bij de wereldse kardinalen. Eigenlijk hadden zij er op gehoopt dat Adrianus alsnog de tiara zou weigeren. Ook het volk, dat niet zat te wachten op een strenge paus, hoopte hierop. Door het lang uitblijven van berichten en ook van de aankomst van de paus groeide deze hoop. Toen uiteindelijk bleek dat hij toch zou komen, was de teleurstelling des te groter.

### Reis naar Italië
Adrianus was gevraagd, ondanks de nog niet aangekomen legaten, zich met spoed naar Rome te begeven om aan de chaos een einde te maken. Men begon onmiddellijk met de voorzorgsmaatregelen voor zijn reis. Deze maatregelen moesten getroffen worden omdat de Middellandse Zee vergeven was van Turkse piraten. Hij zou niet over land naar Rome trekken, omdat dit als een gunst aan Frans I gezien zou kunnen worden. Karel V zou een gunst aan zijn aartsvijand vanzelfsprekend niet waarderen. Adrianus vermeed dit soort toestanden zo veel mogelijk. Langzamerhand werd echter duidelijk dat de ongekroonde paus niet aan de kant van de keizer stond, ook al was hij de leermeester van Karel geweest. Hij weigerde om tot de anti-Franse liga van Karel V toe te treden. Bijna alle mensen om hem heen waren keizersgezind en ze probeerden er dan ook alles aan te doen om de paus toch tot deze liga te doen toetreden. Adrianus bleek echter, ondanks zijn liefde en bewondering voor Karel, neutraal te willen zijn. Hij zou tijdens zijn pontificaat alleen de vrede dienen.
Adrianus vertrok op 12 maart 1522 uit Vitoria. Zijn reis werd een ware triomftocht. Overal juichten de menigtes hem toe terwijl hij op een draagstoel door de steden werd gedragen. Op 4 april kwam hij in Saragossa aan, de hoofdstad van Aragón. Hij bleef er twee maanden en schreef hier op 9 mei 1522 de pauselijke bul Exponi nobis fecisti, die al snel bekend werd als de Omnimoda (=Allesomvattende), waarin hij aan de Franciscanen en andere bedelorden tijdelijk bijna de volledige kerkelijke macht gaf in gebieden in de Nieuwe Wereld waar geen bisschop aanwezig was, wanneer dit nodig was om de plaatselijke bevolking tot het christendom te bekeren. Alleen bisschoppelijke wijdingen mochten niet door hen worden uitgevoerd.
Dit uitstel kwam niet ten goede aan de sfeer in Rome. Toch was het noodzakelijk, aangezien er nog steeds vele voorbereidingen voor de zeereis getroffen moesten worden. Ondertussen handelde de paus een aantal politieke zaken af. Zo sloeg hij alle aanbiedingen af om een tocht door andere landen te maken, waaronder Frankrijk en Engeland. Hij drong er bij alle christelijke vorsten op aan om hun geschillen bij te leggen en zich gezamenlijk te richten op het gevaar van de oprukkende Turken.
Het bij elkaar brengen van een vloot en troepen bleek zeer moeizaam te verlopen. Ten slotte scheepte Adrianus zich op de avond van 5 augustus 1522 in. Er waren in totaal vijftig schepen, die een gevolg van duizend man en tweeduizend soldaten moesten vervoeren. Op het dek van het schip waarin de paus zich bevond, was voor hem een tent van karmozijnrood fluweel met het pauselijk wapen opgezet. De gevaren en ongemakken onderweg maakten grote indruk op de paus. Toch las hij, gedurende de drie weken durende zeereis, dagelijks de mis. De reis was alles bij elkaar een geweldige onderneming. Het unieke aan de onderneming was echter Adrianus zelf, de eerste paus in de geschiedenis die zo’n grote afstand aflegde.

### Aankomst te Rome

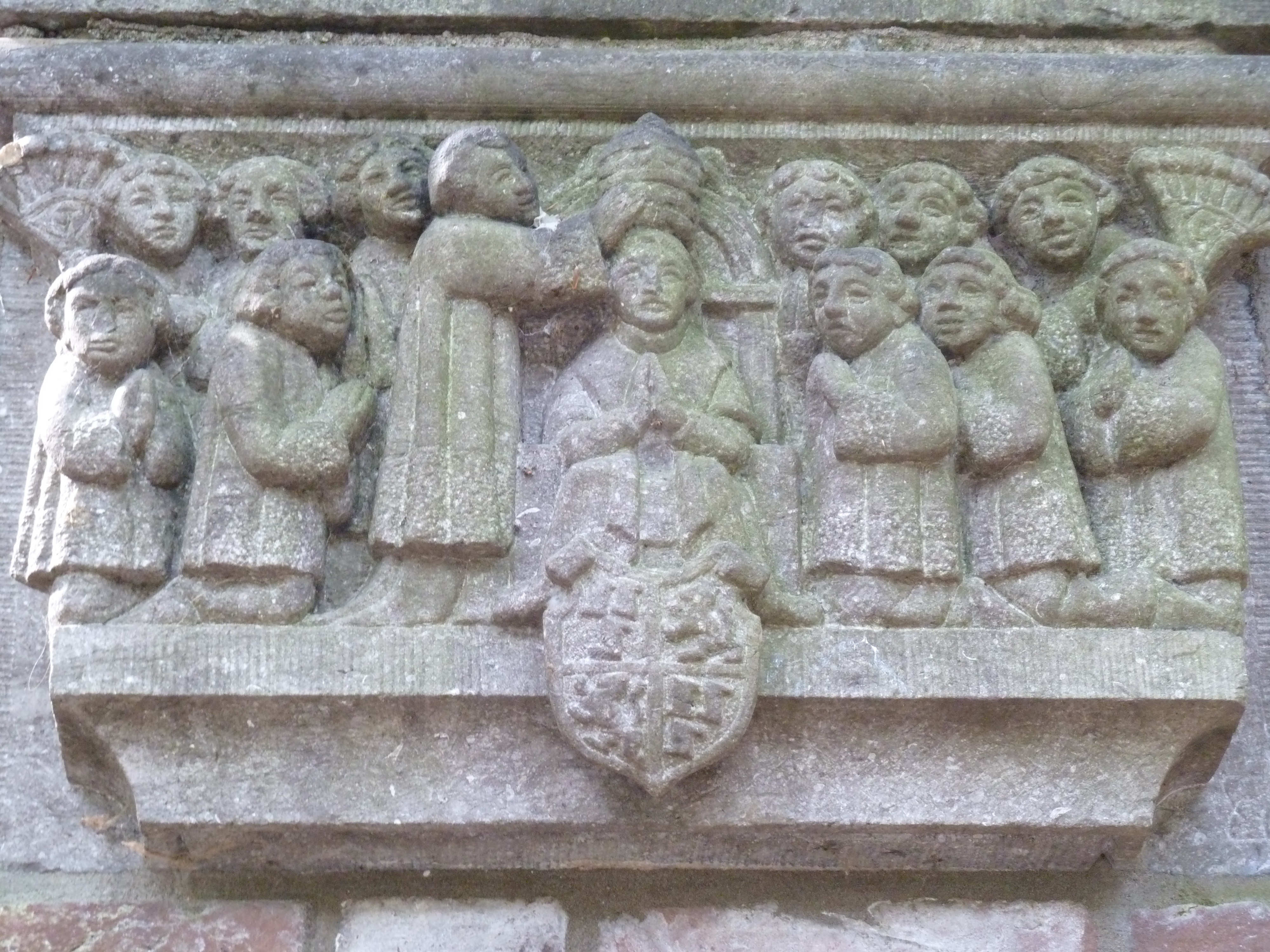
De kroning van paus Adrianus VI, uitgebeeld op een lantaarnconsole in Utrecht

Op 28 augustus ging paus Adrianus VI aan wal te Ostia. Hij had de vloot van vijftig schepen achter zich gelaten en kwam met een roeibootje met maar zes begeleiders aan varen. Met verrassend soepele bewegingen klauterde de paus als eerste uit het bootje en begaf zich, zoals hij altijd deed, snel naar de kerk om te bidden. In Ostia was met veel weelde een feestmaal voor hem aangericht. De nieuwe paus weigerde echter aan tafel te gaan, want ook bij deze gelegenheid was volgens hem overvloed niet gerechtvaardigd. Er waren maar weinig voorbereidingen getroffen in Ostia voor de aankomst van de paus, zo bleek er geen enkel paard in de haven aanwezig te zijn. De kardinalen waren zeer verbaasd toen ze Adrianus plotseling weg zagen rijden op een ezel. In grote wanorde volgden ze de paus. Dit alles zou kunnen getuigen van de weerzin die over het algemeen in Rome werd gevoeld tegen de aankomst. Maar het ongeloof dat de paus midden in een pestepidemie zou aankomen, kan ook een reden geweest zijn.
Ten tijde van Adrianus’ aankomst waren vele kardinalen vanwege de pestepidemie de stad ontvlucht en zij woonden nu op het land of in de bergen. Ook de paus werd aangeraden zich buiten de muren van Rome te laten kronen. Hij legde deze raadgevingen echter naast zich neer en wilde de beproefde bevolking troosten en orde op zaken stellen. Op zondag 31 augustus vond in de basiliek zijn kroning plaats. Al snel bleek dat de paus een zeer streng beleid zou willen voeren. Hij verzocht de kardinalen afstand te doen van het recht asiel te mogen verlenen aan misdadigers. Hij verbood ook het dragen van wapens op het grondgebied van Rome. Alle priesters moesten hun baarden afscheren. Al deze bevelen verbaasden de kardinalen, de prelaten en de gehele hofhouding. Ze boezemden hen angst in.
Boeyens had bijna een half jaar getwijfeld of hij zijn uitverkiezing wel zou aanvaarden, maar werd op 31 augustus van datzelfde jaar in Rome toch gekroond. Als zijn voornaamste taken zag hij het tegenhouden van de Reformatie, de hervorming van de Kerk en vereniging van de christelijke machten tegen de aanvallen van de Turken in Hongarije en op het Griekse eiland Rhodos.

## Pontificaat 1522–1523

### Relatie met kardinalen en Curie
Tijdens zijn reis had hij al in een aantal kuststeden die hij onderweg aandeed, laten merken dat hij de luxe verafschuwde waarmee de kardinalen zich omringden. Hij liet zijn ergernis blijken bij het zien van al die pracht en praal. Zo zei hij toen vijf kardinalen hem een uitzonderlijk tafelzilver cadeau gaven:
Deze schatten zijn meer voor een koning, jullie zouden als kardinalen beter schatten voor de hemel kunnen verwerven
Dit soort uitspraken kwam de verstandhouding tussen Adrianus en de kardinalen niet ten goede. Hij maakte ook zijn hervormingsplannen voor de kerkelijke organisatie bekend. Onder andere zou het vervreemden, verdelen of verpanden van ambten verboden worden, terwijl een nieuw afzonderlijk college verzoekschriften zou moeten behandelen. Vele geestelijken werden, na het horen van deze plannen, nog beduchter voor de Nederlander.
De Curie, de pauselijke regering, zat veel missies van Adrianus dwars omdat hij zich had bemoeid met het persoonlijke leven van de kardinalen. Zij probeerden de hervormingen, die op hen van toepassing waren, zo veel mogelijk tegen te werken. Sommigen hadden er een gewoonte van gemaakt zich bij alles wat de paus wilde bereiken te verzetten. Ook hadden ze een grote beloning verwacht nadat ze hem als paus gekozen hadden. Toen deze uitbleef, waren ze vanaf het begin van Adrianus’ pontificaat al ontstemd over zijn gedrag. Dit resulteerde in een slechte verstandhouding tot aan zijn dood.

### Relatie met de Romeinse bevolking

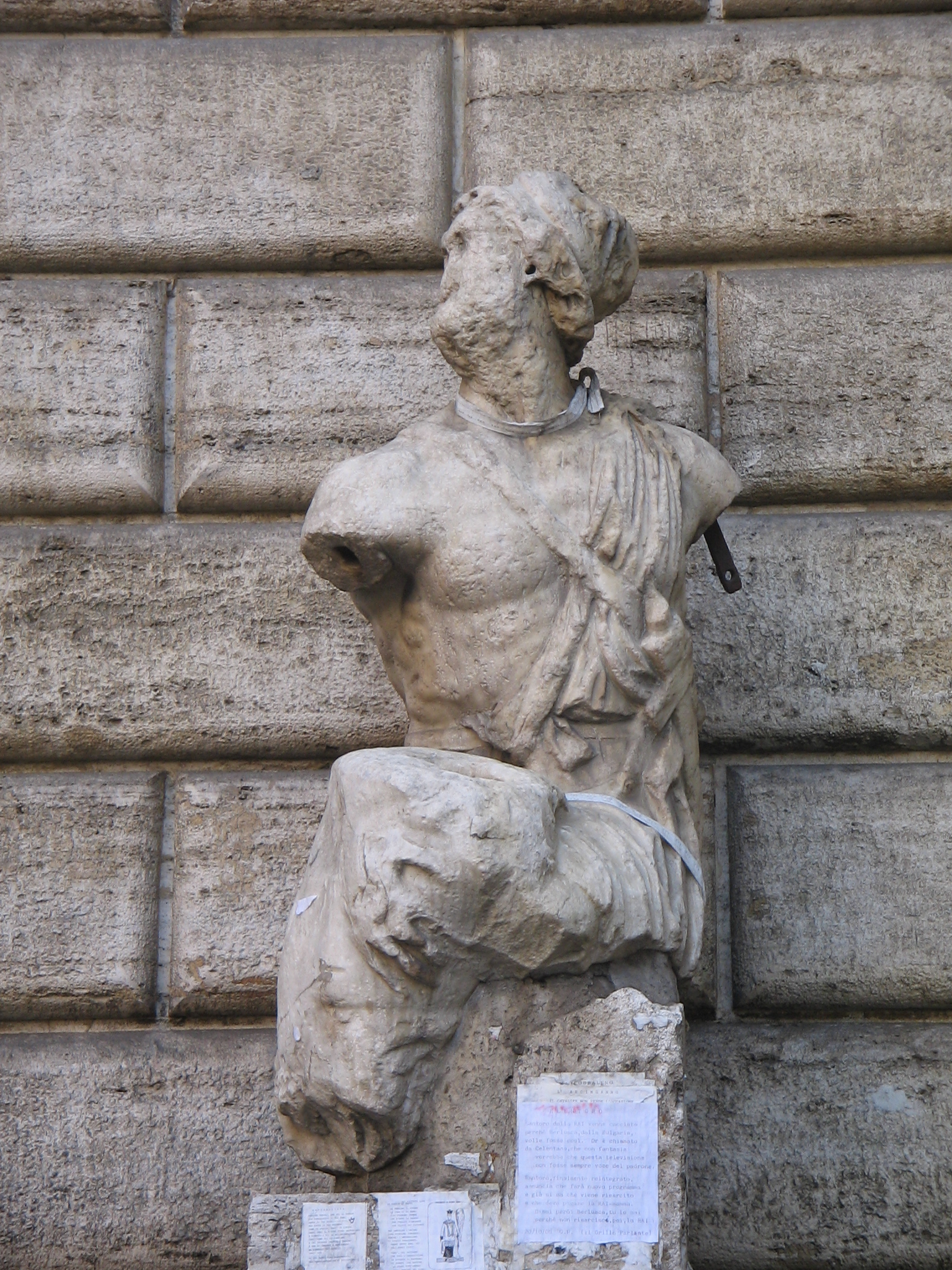
De pasquino

De bevolking was fel tegen de verkiezing van Adrianus als paus. Dit bleek onder meer uit de voortdurende stroom spotschriften over hem die op de Pasquino (standbeeld in Rome waar men 's nachts satirische teksten bij en op achterliet) geplakt werden. De paus raakte hiervan dusdanig ontstemd dat hij het beeld op een gegeven ogenblik in de Tiber wilde laten gooien. Gelukkig werd het hem afgeraden. De bevolking van Rome was een van de grootste vijanden van de paus. Een betere verstandhouding tussen de geestelijke leider en zijn volgelingen zou ongetwijfeld tot meer vertrouwen geleid hebben.
Boze tongen speelden een grote rol in de slechte reputatie van Adrianus VI. Vele burgers die ontslagen waren uit de hofhouding maakten de paus continu zwart. De invloed van deze roddels over de paus op de publieke opinie bleek zeer groot te zijn.

#### Soberheid
Adrianus kwam na zijn kroning tot de ontdekking dat hij de zeer grote schulden van zijn voorganger zou moeten afbetalen. Hij moest flink bezuinigen en creëerde hierdoor een heel ander en minder geliefd klimaat in Rome dan zijn voorganger Leo X. Hij was daarom genoodzaakt een groot deel van de hofhouding te ontslaan. Voor zijn persoonlijke behoeften gaf hij zo goed als niets uit. Zo was er één Nederlandse vrouw die voor hem kookte; zij was Adrianus ook gevolgd tijdens zijn verblijf in Spanje. Dit eenvoudig huishouden stond in schril contrast met de uitbundige diners die Leo X gaf. Ook Adrianus' gedrag en levensstijl waren totaal verschillend met die van zijn voorganger. Hij was zwijgzaam, gewetensvol, voorzichtig en zocht vaak de eenzaamheid op. Dit riep irritatie op bij de bevolking die altijd levendig en luidruchtig was. Adrianus was grotendeels verplicht tot dit ingetogen leven door de Vaticaanse schulden en de lege pauselijke schatkist. Anderzijds was er sprake van een groot cultuurverschil tussen deze “barbaar” en de energieke Italianen, wat zorgde voor een niet geringe hoeveelheid ergernis bij de bevolking.

#### Vreemdeling
Ook de pauselijke regering was van mening dat het een handicap was dat de paus een vreemdeling was. De Italianen van die tijd waren trots op hun cultuur en keken neer op alle buitenlanders. Vooral het strenge en vrome gedrag sprak hen niet aan. Men kon zich niet voorstellen dat deze man met zijn ascetische strengheid en zijn denigrerende houding tegenover de Italiaanse renaissance in Rome zou gaan regeren.
Het cultuurverschil tussen paus en Rome bleek te groot voor een aanpassing. Enkele geschiedschrijvers zoals Louis Pastor en Guilaume Audisio menen dat Adrianus zich door zijn hoge leeftijd niet meer kon aanpassen aan de Italiaanse cultuur.

#### Cultuurbarbaar?
De Italianen van die tijd waren fanatieke bewonderaars van de oudheid. Adrianus dacht daar echter anders over, de meesterwerken uit de oudheid zag hij als resten van een heidense periode. Zijn mening was zo uitgesproken dat sommigen zelfs bang waren dat hij alle beelden uit het Belvédère, waaronder de beroemde Laocoöngroep zou laten vermalen tot kalk voor de bouw van de nieuwe basiliek. Adrianus heeft dit niet gedaan, maar toch bleek de vrees enigszins gegrond toen hij het Belvédère liet dichtmetselen en de sleutel van de enige poort persoonlijk bewaarde. Hij stuurde de meeste kunstenaars die door de Kerk waren ingehuurd naar huis. Hij verleende geen enkele gunst meer aan het leger van dichters, schrijvers en humanisten dat Leo X had omringd. Hij veroordeelde al deze mensen zonder onderscheid te maken. Dat was niet verstandig aangezien enkelen wel degelijk zijn ideeën over de Kerk deelden.
De cultuurschok die Adrianus teweegbracht, was niet geheel aan zijn karakter te wijten. Ook de erfenis van Leo X belette hem om een mecenas te zijn. Alle dienaren van Leo X zagen in dat Adrianus hen hun luie leventje zou gaan ontnemen. Zij waren het dan ook, die de negatieve en onware verhalen die over Adrianus de ronde deden, verzonnen. Omdat deze groep een belangrijk deel van de bevolking uitmaakte was de mening van het volk over Adrianus al snel zeer negatief.
Adrianus VI haalde wel de schilder Jan van Scorel naar Rome als conservator van de pauselijke verzamelingen; deze schilderde ook twee portretten van hem.

#### Nederlandse raadgevers
Alle Italianen waren zodoende ook van mening dat de Nederlandse raadgevers van de paus zeer onverstandige en onbekwame lieden waren. Ze waren jaloers en vroegen zich verontwaardigd af waarom op deze functies geen Italianen geplaatst waren. Ze hadden ook een grote hekel aan de paus als persoon. Hij was veel te ernstig en begon zich nu ook grondig te bemoeien met de persoonlijke levenswandel van de kardinalen. De omgeving van de paus bestond langzamerhand alleen nog maar uit zijn vijanden.

### Bedreigingen van de Kerk
Tijdens het pontificaat van Adrianus VI waren er verschillende gevaren die het voortbestaan van de Katholieke Kerk leken te bedreigen. Deze bedreigingen kwamen zowel van binnen als van buiten de kerk. De vijanden van de paus zorgden voor veel tegenwerking van hervormingen of andere missies van de paus.

#### Kerkelijke wantoestanden
De talrijke misstanden op personeel gebied binnen de Katholieke Kerk, zoals het schandelijke en losbandige leven van de geestelijken moesten snel en krachtig bestreden worden. Door deze algemeen bekende wantoestanden verloor de Kerk langzamerhand haar waardigheid en daarmee ook haar aanhang. Adrianus VI heeft zich vanaf het begin van zijn pontificaat er voor ingespannen om een hervorming door te voeren die een einde zou maken aan deze misstanden. Hij kreeg echter veel tegenwerking te verduren van wereldse geestelijken. De resultaten waren zodoende beperkt. Adrianus was wel de eerste paus die het gevaar van de misstanden voor de Kerk inzag. Hoewel de hervorming binnen de Kerk niet gelukt was, wordt Adrianus toch in hedendaagse geschiedenisboeken geroemd om zijn moed.

#### Maarten Luther
In Noord-Europa, dat zich voor een groot deel had aangesloten bij de leer van Maarten Luther, dreigde een schisma. Luther had in 1517 geklaagd over de misstanden en vooral de aflaathandel met zijn 95 stellingen. Ook meende hij dat in de Bijbel nergens wordt verwezen naar het primaatschap van Petrus, van wie de paus als opvolger geldt.
Luther en zijn leer bleken daarmee een groot gevaar voor de toenmalige Katholieke Kerk te vormen. Luther heeft in een van zijn pamfletten het volgende over Adrianus geschreven:
De paus is een magister noster van Leuven, waar zelfs ezels de kans hebben om het doctoraat te verwerven. Zijn woorden en daden worden geïnspireerd door Satan.
Ook noemde hij hem een antichrist en een blinde tiran.
Paus Adrianus VI, die in feite dezelfde misstanden trachtte te bestrijden, slaagde er tijdens zijn korte pontificaat niet in om de Reformatie effectief te bestrijden. Deels was dit te wijten aan de vele geestelijken die het probleem onderschatten, maar de belangrijkste oorzaak lag in het tekort aan aandacht die kon worden geschonken aan Luther en zijn leer, aangezien de Katholieke Kerk in die tijd aan vele bedreigingen blootstond.
De opinie die Maarten Luther over Adrianus ventileerde vergrootte Luthers aanhang. De paus had veel welwillendheid getoond met betrekking tot de hervorming van de Kerk. Luther wilde echter niets van hem en zijn hervormingen weten en zag Adrianus VI als zijn vijand, dit zowel in persoonlijke zin alsook wat zijn leer betreft.

#### Frans I

##### Nieuw schisma voorkomen
De paus was veel tijd kwijt aan een ander probleem binnen de Kerk. Frans I dreigde namelijk een aantal keren met een schisma. Dit zou dramatische gevolgen hebben voor de Katholieke Kerk. Het katholieke geloof zou een één en ondeelbaar, over de hele wereld verspreid geloof moeten zijn. De verdeeldheid in de Westerse Kerk van 1378 tot 1417 had er al voor gezorgd dat een deel van de gelovigen de paus te Rome en een ander deel de tegenpaus van Avignon erkende. Dit werd als een traumatische situatie gezien die zich best nooit meer voor zou doen. Door tactisch optreden in het begin van zijn pontificaat zorgde paus Adrianus ervoor dat dit schisma uitbleef. Op dit punt boekte hij dus succes.

##### Tegenwerking
Frans I koesterde veel wantrouwen tegenover Adrianus VI in het begin van het pontificaat. Dit was van hem te verwachten aangezien de paus de leermeester was geweest van zijn aartsvijand Karel V. Frans I bleek dit echter als excuus te hebben gebruikt. Nadat Adrianus zijn goede wil had bewezen, door vriendelijke brieven te blijven terugsturen, bleef de Franse koning hem brutaal behandelen en onredelijke dingen eisen. Op zichzelf zou de paus zich weinig aantrekken van de negatieve uitlatingen van deze vijand. Frans I was echter voor een belangrijk deel verantwoordelijk voor het mislukken van de gezamenlijke kruistocht tegen de Turken. Hij zorgde er ook voor dat er geen vrede kon ontstaan tussen hem en Karel V. De paus die juist voor vrede vocht, kreeg door het werk van deze koning zware tegenslagen te verwerken.
Op een bepaald ogenblik stuurde koning Frans I zelfs kardinaal Francesco Soderini op Adrianus af met de opdracht een staatsgreep te plegen. Hij werd echter gearresteerd voordat deze coup kon plaatsvinden. Dit verraad versterkte nog meer het wantrouwen bij Adrianus. De arrestatie zorgde bovendien voor angst bij de andere kardinalen, die vreesden zelf ook een keer op al dan niet rechtvaardige gronden gearresteerd te worden.

#### De Turken
Allereerst waren de oprukkende Turken een grote zorg voor Adrianus. Hij deed er alles aan om de Europese vorsten het gevaar te doen inzien. Door de laksheid en onverschilligheid van de vorsten liepen zijn waarschuwingen op niets uit. Ook de verdeeldheid tussen Frans I en Karel V was een reden voor de onwilligheid om gezamenlijk tegen de Turken te strijden.
Adrianus stelde heel veel belang in een gezamenlijke kruistocht, maar verder dan het starten van geldinzamelingsacties kwam hij niet. De verovering van Rhodos in 1522 door de Turken onder Süleyman I kwam voor hem hard aan.

#### De pest
Als laatste gevaar zou men de pest kunnen noemen die de aandacht opeiste van de paus op ongelegen momenten. De pest heeft twee keer zwaar toegeslagen tijdens het bewind van Adrianus. Hij besloot beide keren moedig in Rome te blijven. Vele kardinalen echter die deel uitmaakten van de Curie, en dus van de regering, vluchtten. Dit had gevolgen voor de handhaving van orde en gezag en zal voor een klein deel bijgedragen hebben aan een aantal mislukkingen ten tijde van het pontificaat van Adrianus VI. De relatie tussen de bevolking en de paus werd door de pest eveneens verslechterd. Na een pestepidemie was het de gewoonte uitbundige feesten te houden. Het vrome karakter van Adrianus en de lege schatkist maakten dat met deze traditie gebroken werd. De bevolking zag het uitblijven van feesten als een bewijs van zijn vrekkigheid.

### Weifelende paus
Als paus betrachtte hij in Rome uiterste soberheid, waardoor hij zeer gehaat werd. Door zijn weifelende houding in die complexe tijd en zijn aarzeling om kordate beslissingen te nemen, kreeg hij de bijnaam videbimus, wat zoveel betekent als 'we zullen wel zien...'. Tussen de grote wereldlijke vorsten van zijn tijd trachtte hij, ondanks de aandrang van zijn vriend Karel V, een neutrale houding aan te nemen, maar kon dit niet volhouden. Ten slotte schreef hij koning Frans I op 15 april 1523 een wapenstilstand met Karel V voor, onder bedreiging van excommunicatie en interdict. Dit leidde tot een volledige breuk met Frankrijk. Adrianus sloot zich daarom op 3 augustus 1523 geheel aan bij Karel V en de anti-Franse liga in de Italiaanse Oorlog van 1521-1526. Tijdens zijn pontificaat namen de Scandinavische landen het lutheranisme aan. Bovendien probeerde hij tevergeefs zijn landgenoot Erasmus te bewegen tot een duidelijke uitspraak ten aanzien van de Reformatie.

### Resultaat

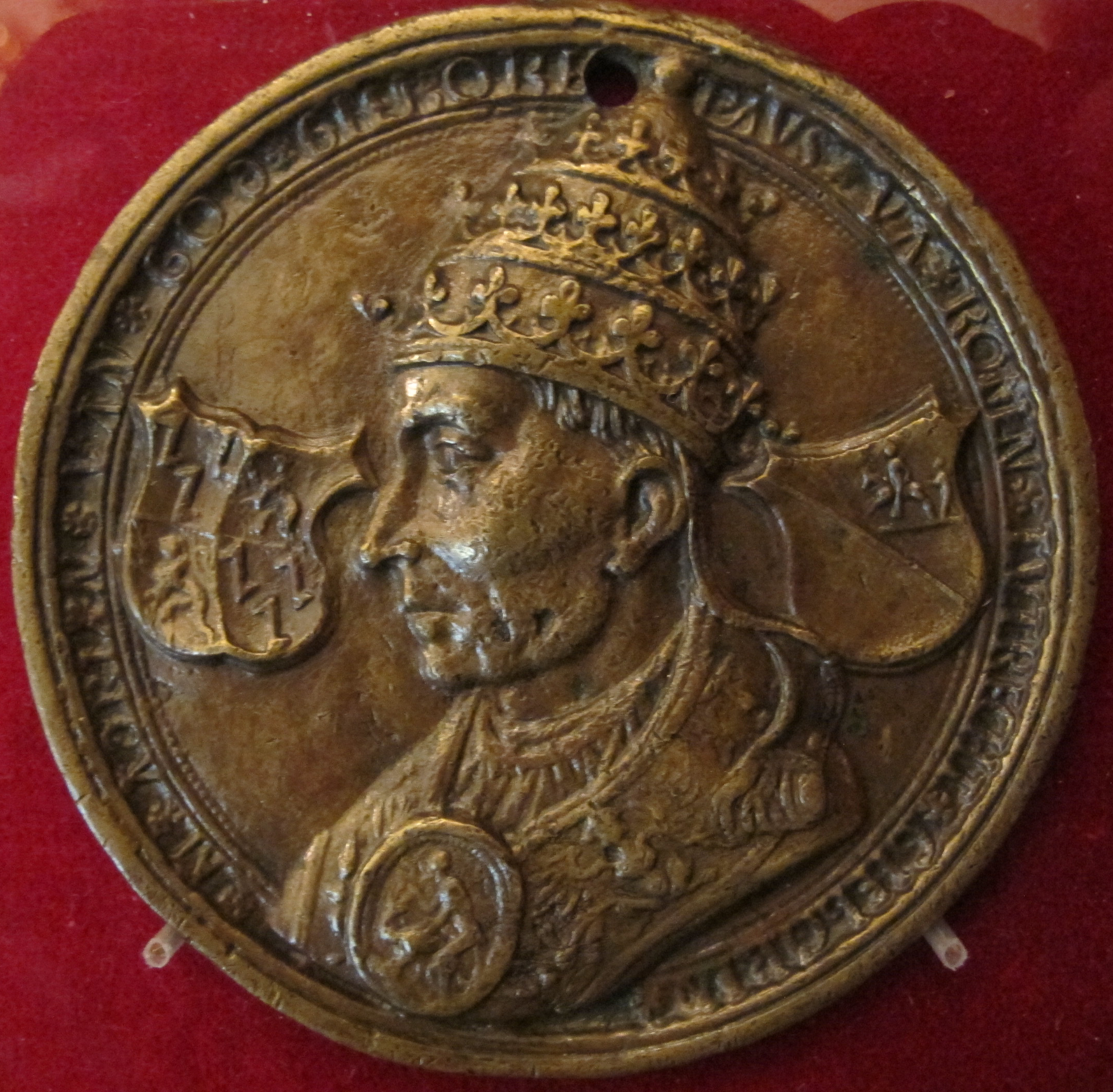
Penning met afbeelding van Paus Adrianus VI

Uiteindelijk heeft de Nederlandse paus veel teleurstellingen moeten verwerken. De hervormingen die hij voor ogen had bleken aan het einde van zijn pontificaat op niets te zijn uitgelopen. Adrianus moest aan veel gevaren tegelijk het hoofd bieden. Ook de korte duur van het pontificaat van Adrianus VI zou de situatie geen goed gedaan hebben. Als Adrianus VI tien jaar langer geregeerd had, zouden de hervormingen geslaagd zijn, zo zei Erasmus.
- Het bestrijden van de ketters in de Germaanse landen (de Reformatie) mislukte. De paus had zijn hoop gevestigd op de Rijksdag van Neurenberg die op 1 september 1522 begon. Daar zou zijn gezant de leer van Luther bestrijden en de uitvoering van het Edict van Worms eisen. De pauselijk legaat had als opdracht meegekregen een boodschap voor te lezen waarin de paus de volledige verantwoordelijkheid op zich nam voor de misstanden in de Kerk. Maar die ongewone bekentenis, die later wel als de eerste stap in de Contrareformatie werd gezien, kwam te laat.
- Zijn missies om vrede te stichten en een gezamenlijke kruistocht tegen de Turken te organiseren zag hij mislukken. Op 4 juli 1523 dreigde Frans I Adrianus in een brief met een schisma. Hij verbood ook de geldzendingen naar Rome, en schreef aan de Curie: ”Echte Turken waar we tot de laatste snik tegen moeten vechten zijn de geestelijken.” Dit werd Adrianus VI te veel en hij trad, na zeventien maanden neutraal geweest te zijn, tot de Keizerlijke Liga toe.
- Hij besloot dat prelaten toch gekozen mochten worden door Karel V. Deze noodgedwongen afwijkingen van zijn eerder uitgezette rechtlijnige beleid moeten teleurstellend voor hem geweest zijn. Iedereen die zich tegen de paus had gekeerd aan het begin van zijn pontificaat, had nu nog een reden om hem zwart te maken. Paus Adrianus was 64 jaar en bleek langzaam toch aan het einde van zijn krachten te zijn gekomen. De val van Rhodos, dat veroverd was door de Turken, de moeilijke beslissing zich toch bij de liga aan te sluiten, berichten dat Frans I Milaan probeerde te heroveren, het werd hem allemaal te veel.

## Ziekte en overlijden
Op 5 augustus 1523 werd Adrianus ernstig ziek en op 5 september 1523, exact één maand later, verscheen hij voor het laatst in het openbaar. Hij zegende op die dag de Romeinse troepen en vaandels. Hij voelde zich echter steeds beroerder. In zijn ambtsperiode was hij al eens een paar keren eerder ziek geweest, maar telkens kwam hij er weer bovenop, naar eigen zeggen met de hulp van God. Op 8 september wist de paus echter dat hij niet nog een keer wonderbaarlijk zou genezen. Hij riep de kardinalen bij zich en liet zijn testament opmaken. Hij vroeg of de kardinalen er bezwaar tegen hadden als hij Willem van Enckevoirt, een van zijn trouwe raadgevers, die hij al eerder tot Datarius had bevorderd, tot kardinaal zou benoemen. Ten tijde van Leo X waren er wel ooit al eens veertig kardinalen op één dag benoemd, maar nu Adrianus vroeg of ze instemden met de benoeming van één enkele man maakten de kardinalen hevige bezwaren. Ze hadden weinig medelijden met de stervende paus, maar stemden uiteindelijk toch toe. Op maandag 14 september 1523 om 14 uur in de namiddag stierf de tot nu toe enige Nederlandse paus. Zijn pontificaat had maar amper één jaar – 12 maanden en twee weken om heel precies te zijn – geduurd. Na de dood van Adrianus werden er tot 1978, toen de Pool Karol Wojtyła paus Johannes Paulus II werd, alleen nog maar kardinalen uit Italië tot paus verkozen.

## Na de dood van Adrianus VI

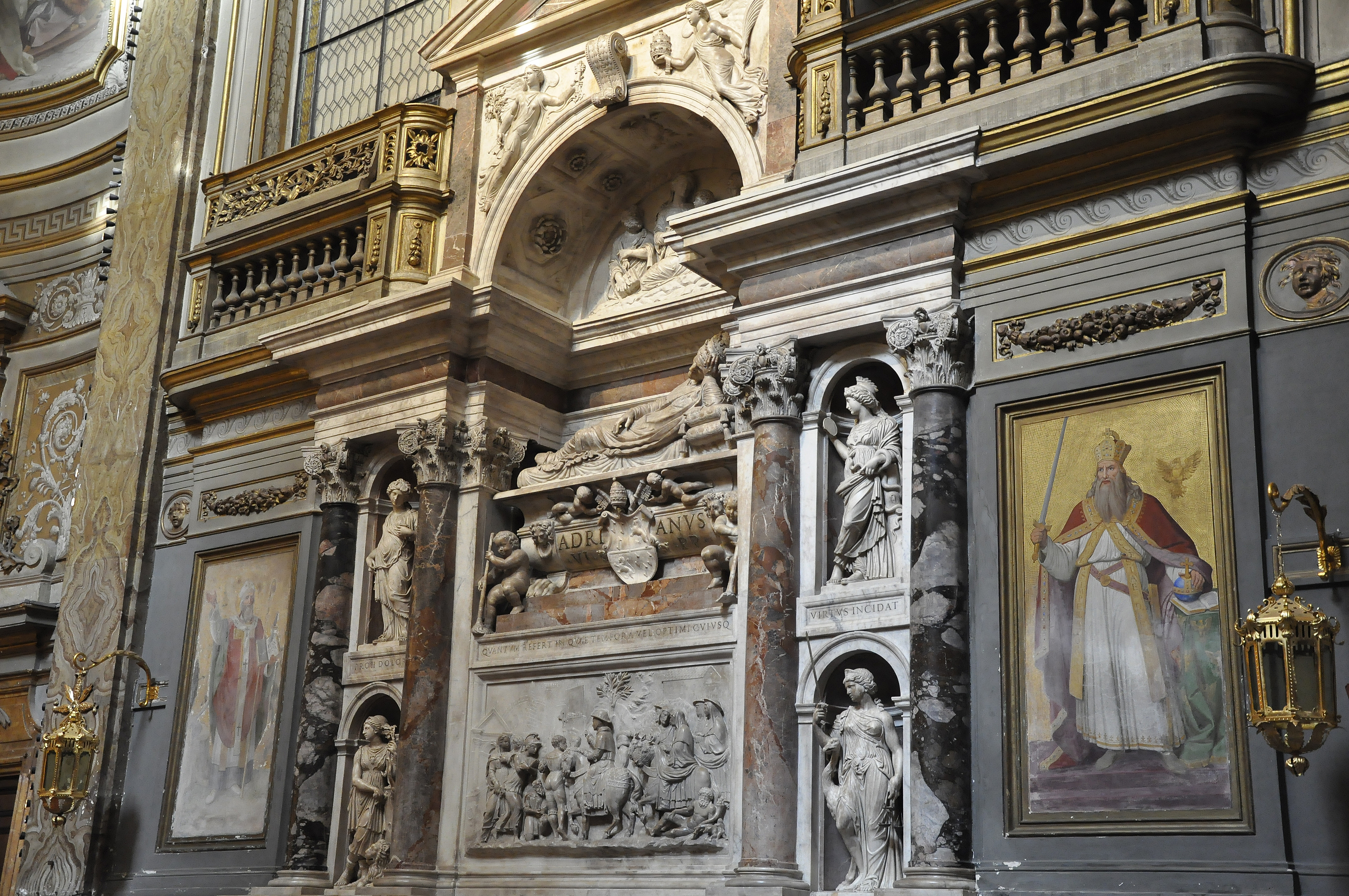
De tombe van Adrianus VI in de Santa Maria dell'Anima in Rome

Op dezelfde dag dat Adrianus stierf, overschreden Franse troepen de Tessino, wat in Italië als een nederlaag ervaren werd. Het testament van Adrianus gaf zijn karakter duidelijk weer. Geen enkel familielid werd begunstigd. Willem van Enckevoirt kreeg de beschikking over Adrianus’ huis in Utrecht. De inkomsten ervan moesten naar de armen gaan. Keizer Karel kreeg het fel begeerde recht vrij over de bisschopszetels in Spanje te mogen beschikken.
Ook de begrafenis weerspiegelde het vrome karakter van Adrianus. Zo mocht de plechtigheid niet meer dan vijfentwintig dukaten kosten. Tijdens zijn pontificaat was de paus verscheidene malen voor vrek uitgemaakt. De gehele bevolking had geen idee dat de schatkist op was en dacht dat Adrianus al het geld zelf hield. Na zijn dood bleek dat Adrianus ondanks al zijn bezuinigingen maar tweeduizend dukaten nagelaten had.
Meteen na de dood van de paus werd er gesproken van vergiftiging. De geschiedenisboeken zijn wat dit betreft tegenstrijdig. Adrianus was rechtlijnig in de leer en had zich tegen schending van het celibaat gekeerd. Het gerucht ging dat de maîtresse van een kanunnik hem had vergiftigd. J. Bijloos schrijft in zijn boek Adrianus VI, De Nederlandse paus dat het lichaam gezwollen was en snel tot ontbinding overging, wat zou duiden op vergiftiging. Ook het feit dat het voedsel gekeurd werd, was een bewijs dat men bang was voor een moordaanslag. Ondanks de informatie dat (ook) de keizerlijke veldheer door vergiftiging stierf, is de auteur van het boek van mening dat een derde moordaanslag op de paus zeer onwaarschijnlijk is. Jean Mathieu-Rosay ontkracht in zijn boek De ware geschiedenis van de pausen de geruchten over de vergiftiging niet. Maar in de Geschiedenis der pausen door Audisio en Pastor, wordt de vergiftiging juist weer stellig ontkend: ”Dit verhaal is niets meer dan een verzinsel (...).”
Het is een feit dat de Romeinse jeugd de deur van de dokter van de overledene versierde met het volgende opschrift: ”Aan de bevrijder van het vaderland, senaat en Romeinse volk, die hem daarvoor zeer dankbaar zijn.” In zijn boek De Nederlandse Paus Adrianus van Utrecht stelt journalist Twan Geurts dat het overlijden vrijwel zeker niet door vergiftiging veroorzaakt is, maar waarschijnlijk werd veroorzaakt ten gevolge van een nierbekkenontsteking.
De graftombe van Adrianus werd in de oude Sint-Pieter tussen die van paus Pius II en paus Pius III geplaatst. Bij het volk was, ondanks zijn dood, de haat voor Adrianus nog steeds even hevig. De harde, strenge, sluwe, gierige barbaar uit het noorden had op zijn graf het volgende opschrift gekregen: ”Hic iacet impius inter Pios” (= “Hier ligt een onvrome tussen Vromen”). Hierbij was het woord Pios van dubbele betekenis. Op 16 november 1530 gaf de nieuwe paus, Clemens VII, toestemming aan Willem van Enckevoirt om het stoffelijk overschot van Adrianus over te brengen naar een door de kardinaal opgericht grafmonument in de Santa Maria dell'Anima, de kerk toegewezen aan de ingezetenen van het Heilige Roomse Rijk, later aan de Nederlandse natie. Dit grafmonument is in 2001 op kosten van de Nederlandse bisschoppen gerestaureerd en daarna onthuld onder toeziend oog van kardinaal Adrianus Simonis en bisschop Ad van Luyn. Ook voor kardinaal Willem van Enckevoirt is in dezelfde kerk een praalgraf opgericht.
Na de dood van Adrianus VI werd Giulio De Medici verkozen tot paus Clemens VII. De kardinaal, die Adrianus zelf destijds tijdens het conclaaf had voorgedragen, verviel echter al gauw weer in zijn oude gewoontes. Door dit gedrag werd het echec van Adrianus’ pontificaat nog maar eens verduidelijkt.

## Huizen
- Geboortehuis in Utrecht. Het geboortehuis van Adrianus aan de Oudegracht te Utrecht werd in 1868 verbouwd tot meisjesschool. De huidige gevel van het huis stamt uit 1911.
- Paushuize in Utrecht. Daarnaast heeft Adrianus het Paushuize achtergelaten. Dit huis bouwde hij als kardinaal in Utrecht, want hij hoopte er zijn oude dag door te kunnen brengen. Hij heeft er nooit gewoond.
- Pauscollege in Leuven. Adrianus kocht een huis in de Leuvense 's Meiersstraat van ridder Gautier vanden Tymple, wat hij in 1502 met zijn prebenden kon betalen. Het ging om een uitgebreid landgoed dat zich uitstrekte van de 's Meiersstraat (in Latijn: Via Praetoria) tot de huidige Bériotstraat. Zijn buurman, Willem van Croÿ, had eveneens een landgoed in de 's Meiersstraat, net zoals de toenmalige meier van Leuven, sire Louis Pynnock (vandaar de naam 's Meiersstraat). Als hoogleraar in zijn Leuvense tijd verbleef hij hier. Later, bij testament, liet Adrianus zijn landgoed in de chique straat, inclusief meubilair en bijgebouwen, na als een college voor arme studenten. Adrianus dicteerde dit testament over zijn huis in Leuven zes dagen voor zijn dood. Het testament werd opgeschreven door zijn privé-secretaris Thierry Hezius en een Romeinse notaris, in aanwezigheid van twee getuigen gekozen door Adrianus: Nicolas de Porta, deken van Eindhoven, en Pierre vanden Male, kanunnik van de Sint-Pieterskerk in Leuven. Dit werd het Paus Adrianus VI-college, of kortweg Pauscollege, en bestaat nog altijd, zij het dan wel in zijn fraaie classicistische gedaante van 1776-1778. Kardinaal van Enckevoort was de uitvoerder van het Leuvens testament van paus Adrianus. Adrianus' opvolger, Paus Clemens VII, moeide zich met het testament en beval dat er drie mede-uitvoerders van het testament bij kwamen: de abt van de abdij van Park van Leuven, de deken van de Sint-Pieterskerk in Leuven en de proost van het kapittel van de Utrechtse Dom. Adrianus' oud-student en vriend Godschalck Rosemondt van Eindhoven was bij testament benoemd tot eerste voorzitter van het Pauscollege. In 1660 werd een deel van het vervallen Pauscollege herbouwd. In 1775 stortte de rechtervleugel van het Pauscollege in en vond een student in de theologie, de Brusselse subdiaken Pierre van Schelle, de dood. In 1776 startte de bouw van het (huidige) Pauscollege, met de plannen van de architect Louis Montoyer. De president van het College, Thomas-Lambert Ghenne, heropende het College in 1778, dat 112 studenten kon herbergen, een record voor die tijd. Het gebouw aan het Hogeschoolplein dient nog steeds als studentenresidentie.

## External links
- Gedigitaliseerde werken uit Lovanensia

Cursief: tegenpaus
- Bibsys: 11063287
- Biblioteca Nacional de España: XX1387170
- Bibliothèque nationale de France: cb12552035g (data)
- Biografisch Portaal: 19342008
- Catàleg d'autoritats de noms i títols de Catalunya: 981058517393306706
- CiNii: DA14994003
- Digitale Bibliotheek voor de Nederlandse Letteren: adri022
- Gemeinsame Normdatei: 118544365
- International Standard Name Identifier: 0000 0001 1029 782X
- Library of Congress Control Number: n80020628
- Nationale Bibliotheek van Tsjechië: jo2003168063
- Nationale bibliotheek van Australië: 35977274
- Nationale Bibliotheek van Israël: 987007262374705171
- Nationale Bibliotheek van Polen: a0000002263480
- Nederlandse Thesaurus van Auteursnamen: 072482915
- RKD-Nederlands Instituut voor Kunstgeschiedenis: 374346
- Istituto Centrale per il Catalogo Unico: BVEV027584
- SNAC: w6dr4589
- Système universitaire de documentation: 07715696X
- Trove: 1170750
- Union List of Artist Names: 500654335
- Virtual International Authority File: 76430137
- WorldCat: E39PBJxmFG7fMb7DRGGVBx94bd